# Okkenhaugrusta
Okkenhaugrusta ist ein Gebirgskamm in der Heimefrontfjella des ostantarktischen Königin-Maud-Lands. Im südwestlichen Teil der Sivorgfjella erstreckt er sich östlich und nördlich des Jahntinden im benachbarten Skjønsbergskarvet.
Wissenschaftler des Norwegischen Polarinstituts benannten ihn 1967. Namensgeber ist Arne Fredriksen Okkenhaug (1911–1975), ein Lehrer und Widerstandskämpfer gegen die deutsche Besetzung Norwegens im Zweiten Weltkrieg.